# 帕爾利切夫嶺

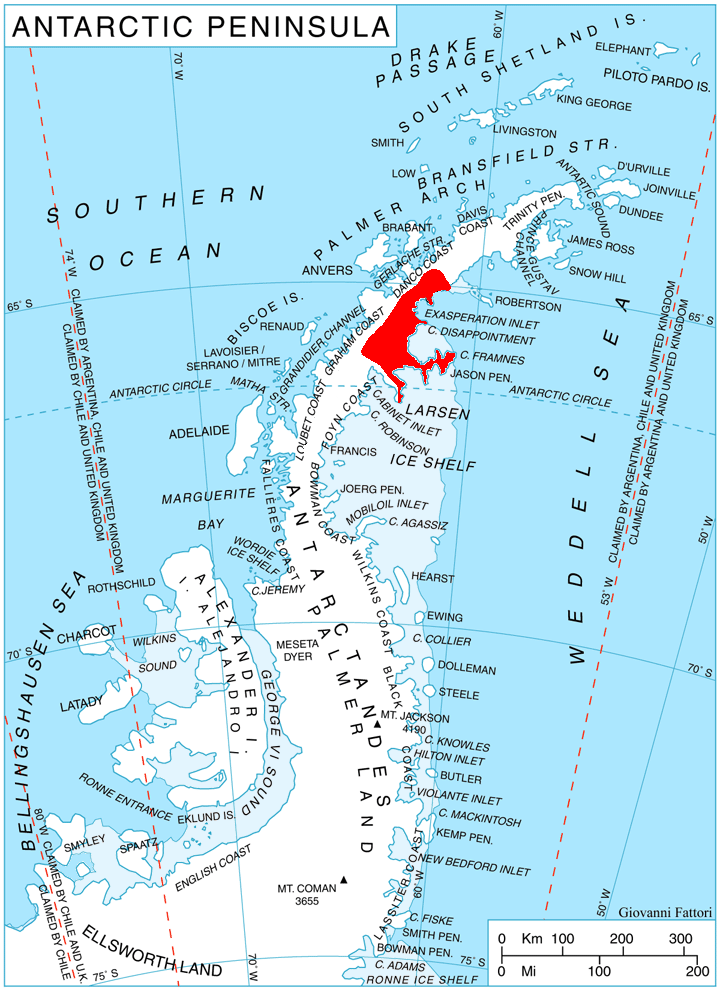

帕爾利切夫嶺是南極洲的山嶺，位於葛拉漢地，全長33.9公里，屬於亞里斯多德山脈的一部分，海拔高度1,250米，以保加利亞的詩人命名。
65°30′14″S 62°25′52″W / 65.50389°S 62.43111°W

## 外部連結
- Parlichev Ridge. （页面存档备份，存于） SCAR Composite Antarctic Gazetteer.